# Blåøjet skarv
Blåøjet skarv (latin: Phalacrocorax atriceps eller Leucocarbo atriceps) er en skarv, der lever ved kysterne af Patagonien i det sydlige Sydamerika samt på Graham Land på Antarktis og mange øer i området, f.eks.  Falklandsøerne.